# Metal Gear: Ghost Babel
Metal Gear: Ghost Babel är ett actionspel som är tillverkad av Konami för Game Boy Color. Det släpptes i Japan i april 2000, och i Sverige 2000/2001. Spelet är en fristående del av spelserien Metal Gear.